# Tai Jia
Tai Jia (chino=太甲) (siglo XVII a. C.) fue hijo de Tai Ding, y rey de China de la dinastía Shang.

## Biografía
En las Memorias históricas, Sima Qian le colocó en cuarto lugar en la lista de reyes Shang, sucediendo a sus tíos Wai Bing y Zhong Ren. Su primer ministro era Yi Yin, y su capital, Bo (chino:亳).
Fue un gobernante autocrático, que trató a su pueblo de mala manera y rompió sus propias leyes. A pocos años de su reinado se produjeron desórdenes internos en la corte. El primer ministro, Yi Yin le advirtió que cambiara, pero el rey ignoró la advertencia, y resultó confinado al palacio Tong (桐宫), para que se arrepintiera.
Sima Qian cuenta que Yi Yin gobernó como regente durante tres años, hasta que consideró que el rey había cambiado, y le invitó a volver a la capital y reclamar el trono. Desde entonces, el rey se comportó bien. Sin embargo, los Anales de Bambú cuentan otra versión muy distinta: Yi yin, tras el exilio del rey, habría alcanzado el trono, y gobernado durante siete años, hasta que Tai Jia volvió en secreto y asesinó a su antiguo primer ministro.
Ya que la evidencia arqueológica muestra que Yi Yin fue honrado por el pueblo hasta varios siglos después de su muerte, el primer relato se considera más fiable. Según ambas fuentes, el rey gobernó durante 12 años, antes de su muerte. Se le dio el nombre póstumo de Tai Jia (太甲), y fue sucedido por su hijo, Wo Ding (沃丁).
Las inscripciones sobre huesos oraculares halladas en Yinxu dan un registro alternativo, considerándole el tercer rey Shang, que sucedió a su padre Tai Ding (大丁), le fue dado el nombre póstumo de Da Jia (大甲), y fue sucedido por su hermano Wai Bing (丙).